# Rörsjöparken
Rörsjöparken är en park i Rörsjöstaden i Malmö.
Rörsjöparken, benämnd som Folkparken på 1890-talet, påbörjades år 1887, i området som då kallades Rörsjömarken, och stod färdig år 1903. Den fick 1895 namnet Rörsjöparken.
Rörsjöparken fullbordades år 1905. Den hamnade av förklarliga skäl långt ner på prioriteringslistan eftersom behovet av nya bostäder stod betydligt högre på listan. Badhusparken var även ett väldigt gångbart namn för alla som växt upp i dess närhet och man träffades allt som oftast i just "Badhusparken".
Rörsjöbadet låg på Drottninggatan 5 B. Hit fick smutsiga barn gå för att lära hygien och simning. Badet byggdes om till bostäder 1991-1992.
2021 fastställdes det att Rörsjöparken ska bli hem för Malmös första staty som avbildar en kvinna. Kvinnan som kommer att avbildas är arbetarpionjären Elma Danielsson som bland annat grundande Kvinnliga Arbetarförbundet.